# Psara
Psara (tiếng Hy Lạp: Ψαρά) là một khu tự quản ở vùng Bắc Egeo, Hy Lạp. Khu tự quản Psara có diện tích 45 km², dân số theo điều tra ngày 18 tháng 3 năm 2001 là 478 người.